# Francescu Canari
Francescu Canari, né à Nonza, Haute-Corse, le 28 septembre 1613, et mort en 1686, est un auteur et juriste diplômé de l'Université romaine Sapienza. Il devient avocat à Gênes, où il obtient le titre de docteur en droit. Il s'installe à Bastia en juillet 1653. Il participe à la vie intellectuelle corse en tant que membre de l’Accademia di i Vagabondi,, avec d'autres insulaires connus, tel que Giovanni Banchero (ancien podestat de Bastia) et Geronimo Biguglia.

## Biographie
Après des études de droit à Rome, Francescu s'installe à Gênes, où il exerce comme avocat et obtient le titre de docteur en droit. En 1653, il déménage à Bastia, où il participe activement à la vie intellectuelle corse en rejoignant l’Accademia di i Vagabondi, fondée par Carlo Fabrizio Guistiniani (en). 
Il rédige plusieurs ouvrages en latin, principalement consacrés à l'histoire et au droit de la Corse. Son principal manuscrit est intitulé De notitiis Regni Corsici, opus historicum legale, distributum in quinque partes, et est conservé à la Bibliothèque municipale de Nancy (manuscrit 1017).
Les Canari ont habité Bastia dans le quartier de Terra nova, Ghjermana de Zerbi écrit pour l'Associu di a Citadella:
Huit demeures ont été retenues, celles qui bordent la place du Donjon et son prolongement vers la mer, la rue de la Chjappa, où se tenait le premier marché aux denrées de Bastia (a chjappa signifie la dalle plate sur laquelle était étalée la marchandise).Ces oriflammes aux armoiries de leurs familles devaient orner chaque façade, mais c'était sans compter avec la puissance du vent qui les a déchirés au premier souffle, dès qu'ils furent posés.
Le hasard a voulu qu’une parité parfaite régnât dans l’origine de ces huit familles de notables bastiais : quatre sont d'extraction génoise ou ligure, Ceporina, Montaguti,Tagliacarne, Zerbi, les quatre autres sont d'ascendance corse, Canari, Cristofini, Luri, Morelli. Cela illustre à merveille l'imbrication des deux ethnies et bat en brèche l'idée souvent répandue que la Citadelle a longtemps été un quartier habité uniquement par des Génois .Les huit familles représentées ici ont toutes eu un rôlei mportant dans la vie de la cité : cinq lui ont fourni à de nombreuses reprises ses premiers magistrats, les podestats, les autres ont donné un chancelier du Royaume et de très nombreux dignitaires de l’Église. Elles ont eu également une action déterminante dans le développement économique de Bastia l'industrieuse : leur ascension sociale s’est faite à la fois sur les carrières militaires, juridiques, ecclésiastiques et sur le commerce, l’agriculture ou la pêche.
Cela nous conduit à évoquer la question, souvent posée et mal comprise, de la particule nobiliaire. Que la noblesse corse fût d'origine locale – féodale, caporalice – ou pisane et génoise, possibilité lui fut donnée, lorsque la Corse fut rattachée à la France en 1769, de se faire reconnaître par la nouvelle instance gouvernante. Il fallait produire pour cela, devant les magistrats du Conseil Supérieur de la Corse, des preuves de noblesse remontant au-delà de 200 ans. Cela impliquait déposséder des documents et une certaine fortune. Ce n'était pas le cas de tous les nobles corses et Dieu sait s'ils étaient nombreux ! Exit donc pour ceux-là la reconnaissance de noblesse. Il y eut également le cas des familles, très nombreuses, non intéressées par cette demande. Ainsi du 22 février 1771 (les Buttafoco, de U Viscuvatu) au 8 mai 1788 (les Monti Rossi, de Palasca), 95 familles corses furent reconnues nobles par les rois de France Louis XV et Louis XVI, et non pas “anoblies”, comme on l’entend dire fréquemment.
Certaines familles firent alors précéder leur nom de la particule, d'autres non. Nous avons ainsi les familles de Caraffa, de Matra ou de Petriconi à côté des familles Marengo, Morelli, Pruno ou Tomei, dont la noblesse a été également reconnue par le même Conseil Supérieur.

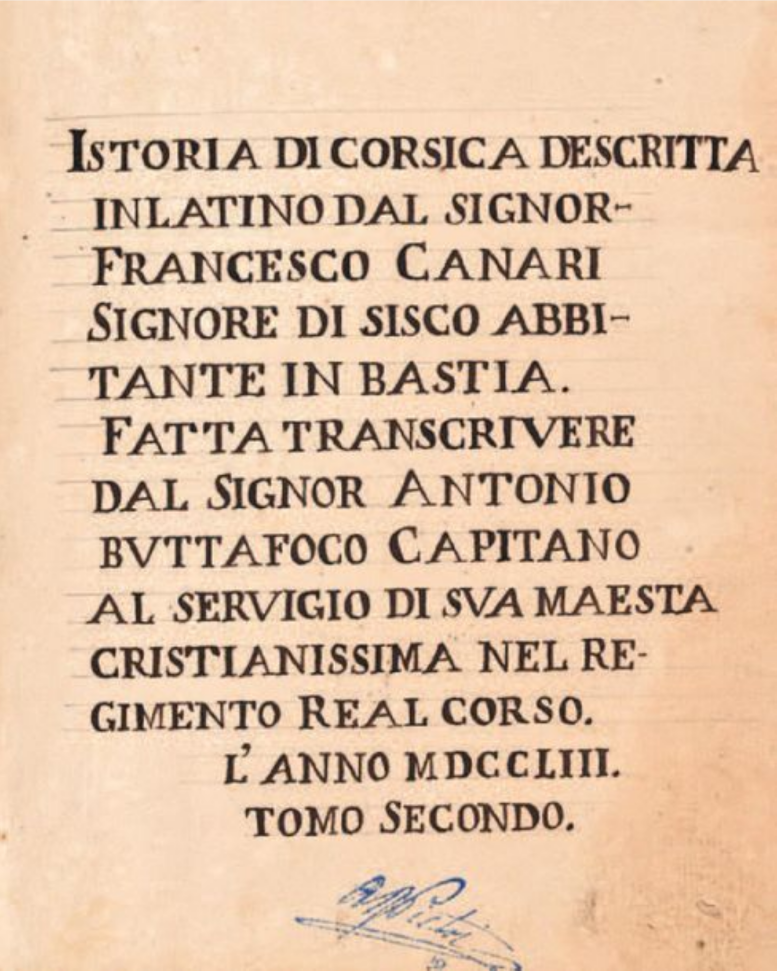
Istoria di Corsica par Francesco Canari